# Метапазар
Метапазар е понятие от областта на маркетинга, с което се означава група допълващи се продукти и услуги, които в съзнанието на потребителя са близко свързани, макар и разпръснати сред различни пазари и икономически отрасли или браншове.
Според Филип Котлър може да се говори за автомобилен метапазар. Този метапазар се състои от производителите на автомобили, от дилъри на нови и на употребявани коли, от финансиращи компании, от доставчиците на услуги като механици, застрахователи, търговци на резервни части, от автосервизи, както и от специализирани медии като списания за автомобили, автомобилни сайтове и малки обяви във вестниците.
Всички потенциални купувачи могат да участват в много части от този метапазар. Въз основа на това се създава въможност за метапосредници, които от своя страна помагат на купувачите да се ориентират в избора си.
Пример за метапосредник е уебсайтът www.edmunds.com. В него купувачите могат да намерят цени на различни коли, също така и да превключват към други сайтове, където да се свържат с други търговци на коли, да потърсят финансиране и различни видове аксесоари. За метапосредниците е характерно, че могат паралелно да обслужват и различни метапазари.